# Mordechai Namir

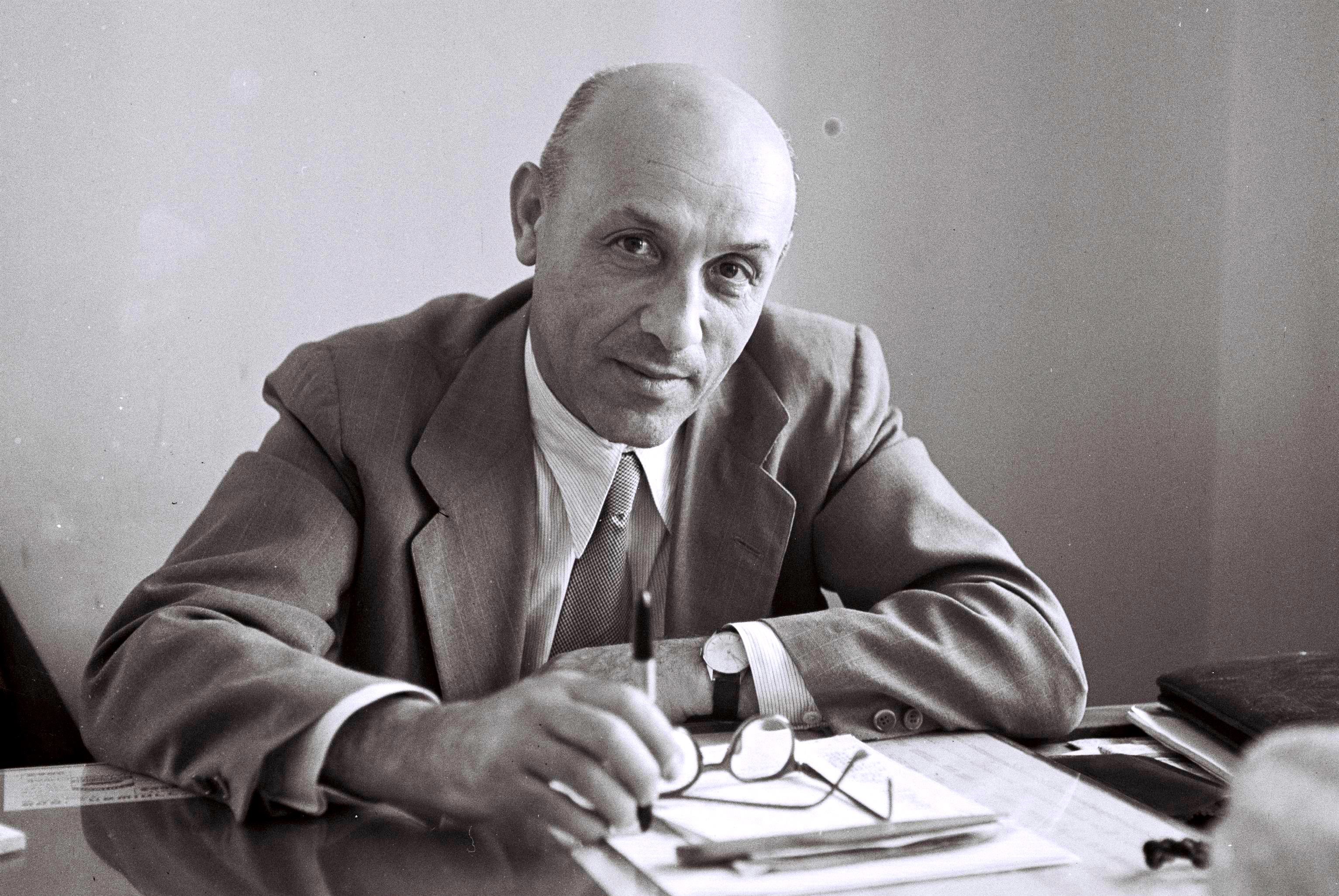
Mordechai Namir (1947)

Mordechai Namir (hebräisch מרדכי נמיר), geboren als Mordechai Nemirovsky (hebräisch מרדכי נמירובסקי‎; * 23. Februar 1897 in Bratolinbovka, Ukraine; † 22. Februar 1975 in Tel Aviv) war ein israelischer Politiker, der als Abgeordneter des Mapai vom 19. Juni 1956 bis zum 17. Dezember 1959 Arbeitsminister war. Er war mit Ora Namir verheiratet.

## Leben
Mordechai Namir wurde 1897 in Bratolinbovka in der Ukraine geboren. Er studierte an einem Cheder, und anschließend besuchte er die Universität Odessa, wo er Recht und Wirtschaft studierte. Doch wurde er von den sowjetischen Behörden für seine Arbeit für die Zionistische Sozialistische Arbeiterpartei verhaftet und von der Universität ausgeschlossen. 1924 wanderte er im Rahmen der Alija nach Palästina ein. Bald engagierte er sich bei der Zeitschrift Davar der Gewerkschaft Histadrut. Von 1926 bis 1930 war er Sekretär der Achdut haAwoda. Von 1929 bis 1935 führte er die statistische Abteilung der Histadrut. 1933 schloss er sich der zionistischen Miliz Hagana an. Im Zweiten Weltkrieg war er der Leiter des Büros, welches für die Einberufung Jüdischer Soldaten für die Britische Armee zuständig war. Nach der Ausrufung Israels wurde Namir in den Ostblock entsandt, später wurde er Golda Meirs Nachfolger als Botschafter in Moskau. Aus Moskau berichtete er über die Verfolgung der Juden unter Josef Stalin. Von 1951 bis 1969 war er Knessetabgeordneter der Mapai und von 1956 bis 1959 Arbeitsminister. Im Jahre 1959 wurde er zum Bürgermeister von Tel Aviv gewählt. Als Tel Avivs Bürgermeister unterstützte er die Entwicklung eines Industriezentrums an der Küste zum Meer.  Er blieb Bürgermeister bis 1969, als er wegen Krankheitsbeschwerden zurücktrat. Er starb 1978 nach langer Krankheit und wurde im Trumpeldor-Friedhof in Tel Aviv beigesetzt.